# بشت بنجة
بشت بنجة هي قرية مهجورة في مقاطعة كوهسرخ، إيران. يقدر عدد سكانها بـ 0 نسمة بحسب إحصاء 2016.

## الأماكن التاريخية والمعالم السياحية
- قبر بشت بنجة بسر
- قبر بشت بنجة بدر